# Emiel Briel Stadion
Het Emiel Briel Stadion (LSB Stadion) is een multifunctioneel stadion in Lelydorp, een plaats in Suriname. 
Het stadion wordt vooral gebruikt voor voetbalwedstrijden. De voetbalclubs SV Jong Rambaan, Junior FC, Flamingo FC en Sea Boys maken gebruik van dit stadion. In het stadion is plaats voor 750 toeschouwers. Het stadion werd gerenoveerd in 2011.